# Чайка (Новгородская область)
Ча́йка — деревня в Новгородском муниципальном районе Новгородской области России. Входит в состав Борковского сельского поселения.

## История
В соответствии с Законом Новгородской области от 11 ноября 2005 года № 559-ОЗ деревня вошла в состав образованного муниципального образования  «Борковское сельское поселение». 

## География
Деревня расположена рядом с участком автодороги А116 Великий Новгород — Шимск, на правом берегу реки Видогощь. Ближайший населённый пункт — деревня Борок (0,5 км к востоку). В деревне есть памятник " Братская могила "